# El jilguero (novela)
El jilguero es una novela de la autora estadounidense Donna Tartt. Ganó el Premio Pulitzer de Ficción de 2014, entre otros honores.  Publicada en 2013, fue la primera novela de Tartt desde The Little Friend en 2002. 
El jilguero se centra en Theodore Decker, de 13 años, y los dramáticos cambios que sufre su vida después de que sobrevive a un ataque terrorista en el Museo Metropolitano de Arte que mata a su madre y le lleva a tomar posesión del cuadro de Carel Fabritius El jilguero.

## Trama

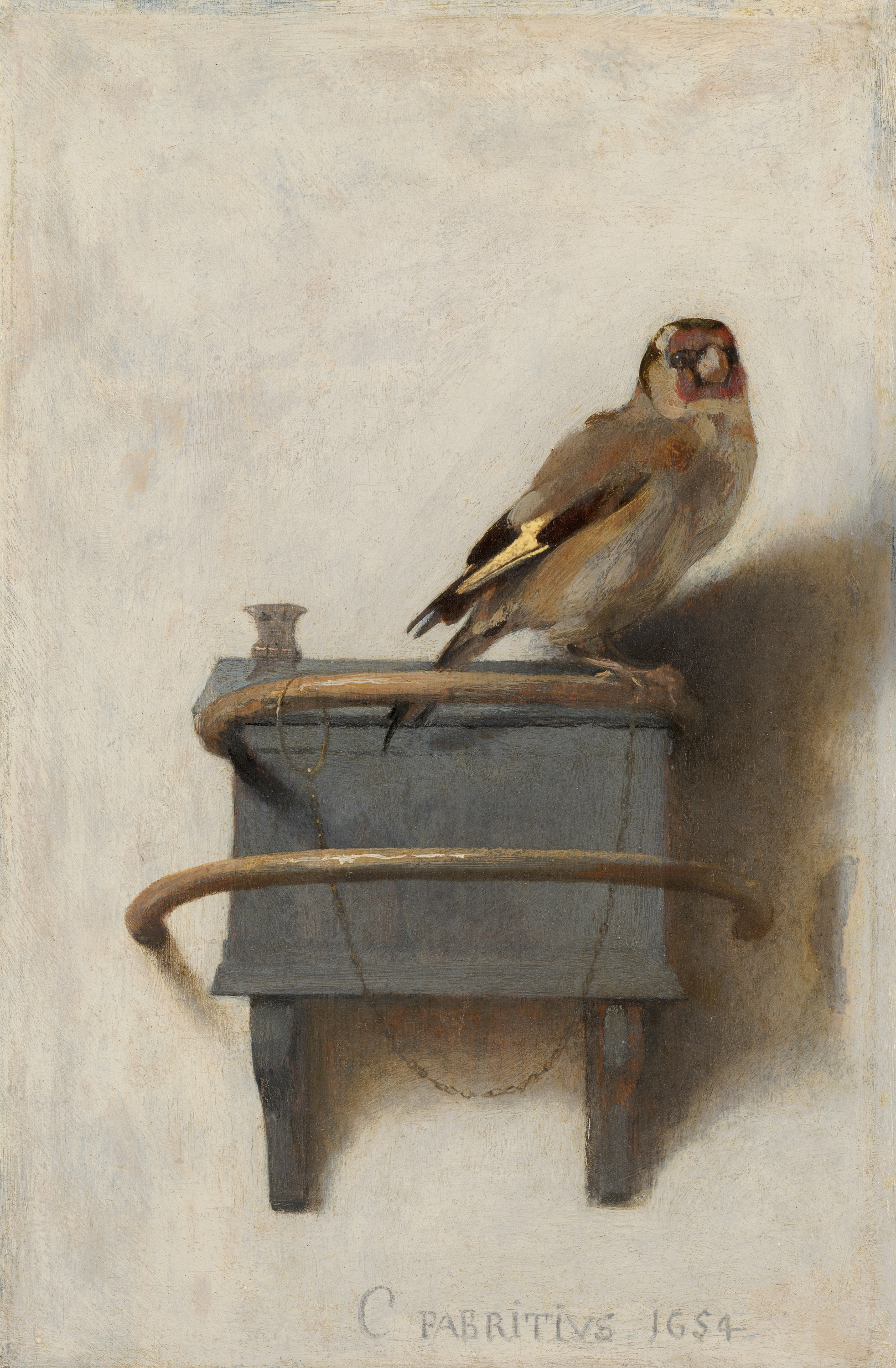
El cuadro titular, El jilguero (1654), de Carel Fabritius

Theodore "Theo" Decker cuenta El jilguero en una narración retrospectiva en primera persona. Cuando tenía trece años, su vida dio un vuelco cuando él y su madre visitaban el Museo Metropolitano de Arte para ver una exposición de obras maestras holandesas. Allí, queda intrigado por una chica pelirroja que está con un hombre mayor. Una bomba explota en el museo, matando a su madre y a varios visitantes más. Theo se encuentra con el anciano que le da un anillo y le entrega un mensaje enigmático antes de morir. Creyendo que el hombre está apuntando  a la pequeña pintura del Siglo de oro neerlandés llamada Het Puttertje (en holandés, El jilguero), se la lleva aterrorizado. La pintura es una de las pocas obras supervivientes del alumno más prometedor de Rembrandt, Carel Fabritius (casi todas las obras de Fabritius fueron destruidas en la explosión de un polvorín en Delft en 1654, en la que murió el propio artista).
Se muda con un amigo de la escuela, Andy Barbour, y su adinerada familia en su apartamento de Park Avenue. Desconcertado por su extraño nuevo hogar, perturbado por sus compañeros de escuela que no saben hablar con él y atormentado sobre todo por su insoportable añoranza por su madre, se aferra a una cosa que le recuerda a ella: la pequeña pintura misteriosamente cautivadora que finalmente lo lleva al inframundo del arte. Cumple los últimos deseos del anciano y le devuelve el anillo a su socio comercial, James "Hobie" Hobart. Theo se entera de que el nombre del anciano era Welton "Welty" Blackwell y que él y Hobie tenían juntos una tienda de antigüedades. Se hace amigo de Hobie y conoce a la chica pelirroja, Pippa, que vivió con Welty y Hobie después de que su madre (la media hermana de Welty) muriera de cáncer.
La vida de Theo se ve alterada cuando su padre vago llega con su nueva novia y se lo lleva a Las Vegas. Se lleva el cuadro y, en Las Vegas, hace un nuevo amigo, Boris Pavlikovsky, el cosmopolita hijo de un emigrado ucraniano. Los dos niños, ambos con padres ausentes, pasan la mayor parte de las tardes bebiendo, fumando marihuana y consumiendo otras drogas ilegales. Mientras lo persigue un usurero, el padre de Theo se emborracha y muere en un accidente automovilístico. Temeroso de lo que la muerte de su padre pueda significar para su situación, Theo huye a Nueva York en un autobús a través del país. Al no tener dónde quedarse, se dirige a casa de Hobie, quien le da la bienvenida. Pippa, ahora inscrita en una escuela para adolescentes con problemas en Suiza, está de visita durante las vacaciones.
La narración avanza ocho años. Theo se ha convertido en socio pleno del negocio de Hobart. Ha ocultado El Jilguero porque tiene miedo de que lo acusen de robo. Está comprometido con una amiga de la infancia, pero todavía está confundido y obsesionado con este "amor" por Pippa, que vive en Londres con su novio. Con el paso de los años, se vuelve adicto a los medicamentos recetados y salva a Hobie de la quiebra vendiendo antigüedades falsas.
Theo está atormentado por la culpa y el miedo por las falsificaciones y El Jilguero. Boris reaparece, ahora un hombre rico gracias a actividades dudosas no especificadas. Para asombro de Theo, Boris revela que le había robado El jilguero a Theo mientras estaban en la escuela secundaria; Desde entonces, la pintura ha sido utilizada como garantía por delincuentes y traficantes de drogas. Boris se siente culpable y se ha dedicado a recuperar el cuadro y devolvérselo a Theo. En la fiesta de compromiso de Theo, Boris aparece con un plan para recuperar El Jilguero. Vuelan a Ámsterdam para reunirse con los marchantes que tienen el cuadro. Boris y sus asociados lo recuperan, pero el plan sale mal cuando secuaces armados se enfrentan a ellos. En el conflicto resultante, Boris recibe un disparo en el brazo y Theo mata al atacante de Boris mientras uno de los comerciantes escapa con la pintura.
Boris desaparece, dejando a Theo en su habitación de hotel, donde bebe, consume drogas y se recupera de una enfermedad, y teme que la policía lo descubra. Al no poder regresar a Nueva York porque Boris tiene su pasaporte, Theo se siente atrapado y considera suicidarse. Después de varios días, Boris regresa y revela que ha resuelto la situación llamando a la policía de recuperación de arte para informar sobre los marchantes. No sólo se guardó la pintura para el museo, sino que Boris recibió una enorme recompensa, que comparte con Theo.
Después de llegar a los Estados Unidos, Theo viaja por el país y utiliza el dinero de la recompensa para recomprar las antigüedades falsas a los clientes. Se da cuenta de que Pippa lo ama, pero ella no correspondería abiertamente a sus sentimientos porque cree que comparten las mismas heridas y defectos, ya que ambos sobrevivieron al trauma de la explosión del museo y se automedicaron para aliviar sus cicatrices psicológicas. En una larga reflexión, Theo se pregunta hasta qué punto sus experiencias fueron inevitables debido al destino o a su carácter, y contempla El jilguero y "la historia de personas que amaron las cosas hermosas, las cuidaron y las sacaron del fuego". La novela termina con una nota curiosa, en la medida en que la contemplación de Theo demuestra tanto un duro destino aún por delante como una especie de inmortalidad redentora a través de la admiración por la belleza.

## Recepción
La recepción crítica de la novela estuvo polarizada.  Al principio, las publicaciones comerciales Kirkus Reviews y Booklist dieron reseñas destacadas de la novela.  Booklist escribió: "Empapada de detalles sensoriales, infundida con los agitados pensamientos y sentimientos de Theo, provocada por un diálogo ágil e impulsada por una creciente angustia cósmica y acción de suspenso, la novela mordaz, desafiante, fascinante y vertiginosa de Tartt lleva a cabo una gran investigación sobre el misterio y el dolor de la supervivencia, la belleza y la obsesión, y la promesa del arte". 
Stephen King elogió la novela y llamó a Tartt "una escritora increíblemente buena".  En The New York Times, Michiko Kakutani señaló lo que ella consideraba elementos dickensianos de la novela y escribió: "La Sra. Tartt ha convertido al pájaro de Fabritius, al MacGuffin, en el centro de su gloriosa novela dickensiana, una novela que reúne toda su extraordinaria narración. talentos en un todo entusiasta y sinfónico y recuerda al lector los placeres inmersivos de la lectura que lo mantienen despierto toda la noche".  Woody Brown, escribiendo en Art Voice, describió El jilguero como un "cuento épico y maravilloso, cuyas 773 hermosas páginas dicen, en resumen: '¿Cómo podemos? Y, sin embargo, lo hacemos '  
A mediados de 2014, Vanity Fair informó que el libro tenía "algunas de las críticas más severas que se recuerdan por parte de los críticos más importantes del país y provocó un debate intenso en el que los detractores creen que no está en juego menos que el futuro de la lectura".  Tanto James Wood ' The New Yorker como London Review of Books afirmaron que el libro era de naturaleza juvenil; el primero argumentó que el "tono, el lenguaje y la historia de la novela pertenecen a la literatura infantil ", mientras que el segundo llamó a El jilguero un "libro de niños para adultos". El Sunday Times de Londres dijo que "ningún esfuerzo por lograr un alto nivel de elevación puede ocultar el hecho de que El jilguero es un pavo", y The Paris Review afirmó: "Un libro como El jilguero no deshace ningún cliché: trata en ellos." 
La novela ocupó el puesto 15 en la lista de fin de década de Paste, con Josh Jackson escribiendo: "Ficción literaria a veces puede ser un código para 'con trama ligera', pero de vez en cuando aparece un libro que está contado de manera tan atractiva como hermosa. El jilguero, de Donna Tartt, es una de esas novelas".  Ema O'Connor criticó duramente la parte en la que Theo está fuera de Nueva York, pero elogió mucho las primeras cien páginas y eligió el libro como uno de los 24 mejores de la década: "Es una novela policíaca, una tesis de historia del arte, una historia sobre la mayoría de edad LGBTQ y una meditación sobre la masculinidad tóxica, todo envuelto en 976 páginas".  Patrick Rapa de The Philadelphia Inquirer lo incluyó como uno de los 20 mejores de la década.  Kakutani enumeró el libro como uno de los mejores del siglo XXI como parte de una encuesta realizada por Vulture, argumentando: "En manos de un novelista menor, [sus] desarrollos pueden parecer artificiales, pero Tartt escribe con tanta autoridad, entusiasmo y comprensión de carácter que su historia se vuelve tan persuasiva como llena de suspense". 

### Recepción europea
El jilguero fue descrita como "una gran novela fascinante" por Le Monde  y "magistral" por Télérama.  El semanario belga HUMO lo llamó el "libro del año",  mientras que Le Point destacó que "cómica y trágica, cruel y tierna, íntima y vasta, Le Chardonneret es una de esas raras novelas que requieren cancelar cualquier obligación social."  La propia Tartt fue elogiada como "una novelista en la cima de su arte" por Le Journal du Dimanche  y como una "maga de la escritura generosa con desvíos, reflexiones y personajes" por el sitio web de noticias NU.nl. 
El periódico holandés de Volkskrant publicó una reseña de cinco estrellas y la calificó como "un Bildungsroman escrito en un estilo hermoso y a menudo brillante... Una novela rica y una reflexión impresionante sobre la tristeza y el consuelo. Y sobre el papel crucial y atemporal del arte". en esto".  De Limburger  Cutting Edge  también le dio una reseña de cinco estrellas y sugirió que Tartt había "escrito la mejor novela de 2013. Te dejará completamente boquiabierto".  Su sentimiento se hizo eco en De Telegraaf, que sostiene que El jilguero es una "novela rica y muy legible",  así como en la evaluación ' Financiele Dagblad de que "Donna Tartt es una escritora extraordinaria y Het puttertje es una novela hermosa y rica."  Otro periódico holandés, Het Parool, la resume como una "novela hermosa y emocionante, llena de personajes fascinantes". 
Otras críticas holandesas tuvieron una recepción más variada. NRC Handelsblad calificó el libro con dos de cinco estrellas,  escribiendo que era "como leer una variante de Dickens del siglo XXI", con los personajes siendo "cliché" y no desarrollados.  Vrij Nederland y De Groene Amsterdammer también fueron críticos, argumentando que el libro era demasiado extenso. 

## Premios y honores
El jilguero recibió el premio Pulitzer de ficción en 2014. 
Amazon seleccionó la novela como Mejor Libro del Año 2013.  Fue preseleccionada para el Premio del Círculo Nacional de Críticos de Libros de 2013  y el Premio Baileys de Ficción para Mujeres.  Recibió la Medalla Andrew Carnegie a la Excelencia en Ficción en 2014.  El libro fue seleccionado como uno de los 10 mejores libros de 2013 por los editores del New York Times Book Review. 

### Ventas
La novela pasó más de treinta semanas en la lista de libros más vendidos del New York Times  en Estados Unidos y en la lista de libros más vendidos de ficción de tapa dura del Sunday Times en el Reino Unido.  Alcanzó el puesto número uno para Editions Plon  en Francia en enero de 2014,  y en Italia la novela alcanzó el número diez en la lista de los más vendidos.  Fue un éxito de ventas número uno en Finlandia en junio de 2014  y en Alemania, El jilguero alcanzó el número dos en la lista de libros más vendidos de Der Spiegel. 

## Adaptación cinematográfica
John Crowley dirigió una adaptación cinematográfica de 2019 para Warner Bros. y Amazon Studios.  Ansel Elgort y Oakes Fegley comparten el papel principal de Theo,  y Aneurin Barnard y Finn Wolfhard comparten el papel de Boris.  